# 羽毛河公園 (加利福尼亞州)
羽毛河公園（英語：Feather River Park）是位於美國加利福尼亞州普盧默斯縣的一個非建制地區。該地的面積和人口皆未知。

## 地理
羽毛河公園的座標為39°46′42″N 120°37′47″W / 39.77833°N 120.62972°W，而該地的平均海拔高度為1323米（即4340英尺）。